# 徳川頼韶
徳川 頼韶（とくがわ よりあき、1917年（大正6年）12月3日 - 1958年（昭和33年）12月6日）は、紀州徳川家第17代当主。

## 生涯
1917年（大正6年）12月3日、徳川頼貞と島津忠義の十一女・為子の長男として東京府東京市芝区白金三光町（現在の東京都港区白金）で生まれる。父の頼貞にとって唯一の男子であったが、生来病弱であった。
1936年（昭和11年）7月18日、母方の伯父である島津忠重夫妻の北海道旅行に随行して上野駅を出発し、翌7月19日に青函連絡船翔鳳丸で北海道に渡った。北海道旅行は空知郡上富良野村（現在の上富良野町）にある島津家富良野農場（島津農場）の視察を目的としていたが、他にも北海道庁真駒内種畜場、王子製紙苫小牧工場、日本製鋼所室蘭製作所などの見学をする一方、五稜郭、登別温泉、洞爺湖など北海道各地の観光も行っている。8月2日に帰京するまでの約2週間、愛用するローライフレックス4×4オリジナルで150枚ほどの写真を撮影しており、この中から30枚を選び出して出版したのが『北の旅』である。
1940年（昭和15年）3月に学習院高等科を卒業し、神戸商業大学（現・神戸大学）に入学。1954年（昭和29年）4月17日に父が死去すると、家督を継いだ。
1958年（昭和33年）12月6日、東京都で死去。41歳没。父と同じくキリスト教式の密葬が行われ、寛永寺真如院に納骨された後、長保寺の和歌山藩主徳川家墓所に埋葬された。戒名は常照院殿。生前、頼韶は一度結婚したが死別し離婚している。子はなかったため、義弟の剛が為子の養子となって家督を継いだ。

## 著書
- 『北の旅』出版年不詳（北海道立図書館所蔵[4]）